# هوغو روتشا
هوغو روتشا (بالبرتغالية: Victor Rocha‏) هو متسابق يخت برتغالي، ولد في 13 أبريل 1972 في أوسلو في النرويج.

## وصلات خارجية
- هوغو روتشا على موقع الاتحاد الدولي للملاحة الشراعية (موقع قديم) (الإنجليزية)
- هوغو روتشا على موقع اللجنة الأولمبية الدولية (الإنجليزية)
- هوغو روتشا على موقع اللجنة الأولمبية الدولية (الإنجليزية)
- هوغو روتشا على موقع أوليمبيديا (الإنجليزية)